# Mourad El Mabrouk
Mourad El Mabrouk, né le 19 octobre 1986 à Tunis, est un basketteur tunisien. Il évolue au poste d'arrière.

## Carrière
Le 10 mai 2014, il marque 17 points à l'occasion de la finale de la coupe de Tunisie que son club remporte face à la Jeunesse sportive kairouanaise (91-79) ; il remporte également le championnat après trois matchs contre l'Étoile sportive du Sahel, le premier perdu à Sousse (69-79), le deuxième remporté à Tunis (66-62) et le match d'appui remporté à Sousse (73-63).
Le 10 janvier 2015, il remporte la Super Coupe de Tunisie contre l'Étoile sportive du Sahel (78-73). Durant la saison 2014-2015, il remporte également le championnat contre l'Étoile sportive de Radès (63-61 à l'aller et 78-68 au retour) et la coupe contre l'Union sportive monastirienne en finale de la coupe (79-69) qu'il n'a pas joué.
Le 30 avril 2016, il remporte le championnat contre l'Étoile sportive du Sahel. Il perd son premier match (69-73 dont huit points marqués) après prolongations à Sousse et remporte le deuxième match (64-56 dont trois points marqués) à Tunis ; un nécessaire match d'appui à Sousse, dont il est le meilleur buteur avec 18 points, est remporté par le Club africain (59-56).
Il a disputé le tournoi qualificatif pour les Jeux olympiques d'été de 2016 avec l'équipe de Tunisie.
Après quatre saisons et demie, il quitte le Club africain le 13 novembre 2016 pour rejoindre l'Étoile sportive de Radès. Il remporte le titre de meilleur arrière du championnat lors des saisons 2016-2017 et 2017-2018. En juillet 2020, il rejoint Ezzahra Sports durant le play-off de la division nationale B et monte en nationale A avec sa nouvelle équipe.
Le 6 mai 2022, il signe avec l'équipe syrienne du Jalaa SC (en).
À l'été 2024, il rejoint l'Union sportive monastirienne.
En août 2025, il retourne à l'Étoile sportive de Radès.

## Clubs
- 2003-2012 : Ezzahra Sports (Tunisie)
- 2012-2016 : Club africain (Tunisie)
- 2016-2019 : Étoile sportive de Radès (Tunisie)
- 2019-2020 : Nantes Basket Hermine (France)
- 2021 : Union sportive monastirienne[5] (Tunisie)
- 2020-2021 : Ezzahra Sports (Tunisie)
- 2021-2022 : Étoile sportive de Radès (Tunisie)
- 2022 : Jalaa SC (en)[6] (Syrie)
- 2022-2024 : Club africain (Tunisie)
- 2024-2025 : Union sportive monastirienne (Tunisie)
- depuis 2025 : Étoile sportive de Radès (Tunisie)

## Palmarès

### Clubs
- Champion de Tunisie : 2014, 2015, 2016, 2017, 2018
- Champion de Tunisie (division nationale B) : 2020
- Coupe de Tunisie : 2014, 2015, 2017, 2018, 2019, 2024, 2025
- Super Coupe de Tunisie : 2014, 2023, 2024
- Coupe de la Fédération : 2020
- Leaders Cup Pro B : 2020
- Médaille d'argent à la coupe d’Afrique des clubs champions : 2017
- Médaille d'argent à la Ligue africaine 2021 (Rwanda)

### Sélection nationale

#### Jeux olympiques
- 11e des Jeux olympiques 2012 (Royaume-Uni)

#### Championnat d'Afrique
- Médaille d'or au championnat d'Afrique 2011 (Madagascar)
- Médaille d'or au championnat d'Afrique 2017 (Tunisie)
- Médaille d'or au championnat d'Afrique 2021 (Rwanda)
- Médaille de bronze au championnat d'Afrique 2015 (Tunisie)

#### Championnat arabe des nations
- Médaille d'argent au championnat arabe des nations 2022 (Émirats arabes unis)

#### Jeux méditerranéens
- Médaille de bronze aux Jeux méditerranéens de 2013 (Turquie)

### Distinctions personnelles
- Nommé dans le cinq majeur et meilleur arrière du championnat d'Afrique 2017
- Meilleur arrière du championnat de Tunisie lors des saisons 2016-2017 et 2017-2018
- Nommé dans le cinq majeur et meilleur arrière du championnat arabe des nations 2022
- Nommé dans le cinq majeur et meilleur arrière de la Super Coupe de Tunisie 2024